# Candelabrochaete dispar
Candelabrochaete dispar är en svampart som beskrevs av Hjortstam & Ryvarden 1986. Candelabrochaete dispar ingår i släktet Candelabrochaete och familjen Phanerochaetaceae.   Inga underarter finns listade i Catalogue of Life.